# Linked data
Linked data (vaak gekapitaliseerd tot Linked Data) zijn gestructureerde gegevens (data) die gelinkt zijn aan andere gegevens en daardoor beter bruikbaar zijn in semantische queries. De methode is gebaseerd op de techniek van HTTP-URI's en RDF. Linked data kunnen worden gelezen door mensen via internetpagina's en geautomatiseerd door computers. Onderdeel van de visie van linked data is om het internet te laten uitgroeien tot een wereldwijde database en zo een grotere groep 'niet-ingewijde' gebruikers gebruik te kunnen laten maken van de data.
Wanneer bij linked data gebruik wordt gemaakt van open data (dat wel als de voorloper van linked data wordt gezien) wordt gesproken van linked open data (LOD). Linked open data implementeert vrije kennis.

## Linked open data
In 2009 sprak de pionier van het worldwide web, Tim Berners-Lee, op de TED-conferentie over linked data als de volgende fase op internet, soms ook wel Web 3.0 genoemd.  Linked open data is een community-project dat onder toezicht staat van de W3C-organisatie en heeft als doel het internet te verrijken door open datasets nog beter te ontsluiten via de linked-datamethode. Dit ontsluiten wordt voorgesteld als een wolk van gekoppelde datasets., ook wel een kennisgraaf (knowledge graph) genoemd. 
Berners-Lee beschrijft vier ontwerpprincipes voor linked (open) data: 
- Gebruik URI's als namen voor gegevens ('dingen')
- Gebruik HTTP URI's zodat gebruikers deze kunnen opzoeken
- Als een gebruiker een URI opzoekt dient deze URI bruikbare informatie te geven, waarbij gebruik gemaakt wordt van de standaarden RDF en SPARQL
- Voeg links naar andere URI's toe zodat gebruikers meer gegevens kunnen vinden

Bij linked data is metadata (semantiek) essentieel voor de gebruiker. Hierbij wordt gebruik gemaakt van de principes van FAIR-data.

### Vijfsterrenmodel

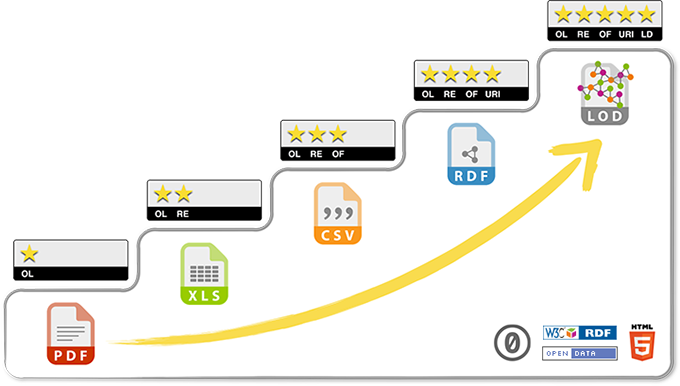
Het vijfsterren model van Linked Open Data

Om partijen die open data publiceren te stimuleren om hun data in een zo herbruikbaar mogelijk formaat beschikbaar te stellen, heeft Berners-Lee een vijfsterrenmodel voorgesteld. Hierbij worden de volgende sterren toegekend:
- Eén ster: De informatie is beschikbaar op het internet, in welk formaat dan ook (b.v. PDF).
- Twee sterren: De informatie is online beschikbaar in een gestructureerd formaat, dat geschikt is voor geautomatiseerd hergebruik (zoals Excel in plaats van een plaatje van een tabel).
- Drie sterren: De informatie is online beschikbaar in een open bestandsformaat (zoals CSV in plaats van Excel).
- Vier sterren: Al het bovenstaande, en bovendien wordt gebruikgemaakt van de open standaarden Resource Description Framework (RDF) en SPARQL, zodat anderen makkelijk naar de dataobjecten kunnen verwijzen.
- Vijf sterren: Al het bovenstaande, en bovendien wordt er naar data van anderen verwezen voor meer context van de data (metadata).